# Стрельбицький Іван
Стрільбицький Іван — гравер на міді кінця 17 — початку 18 століття школи О. Тарасевича.

## Родовід
Українське прізвище «Стрільбицький» походить із села Стрільбичі Львівської області. Вперше воно згадане в 1243 році, ще за князівських часів Галицько-Волинської держави (королівства Русь). Данило з Кульчиць, ловчий у руського князя Лева (Льва Даниловича Галицького).

## Біографія

Гравюра Івана Стрільбицького зі стародруку "Царський путь Хреста Господнього

Працював у Києві і Чернігові. Стрільбицький є автором портретних гравюр на пошану гетьмана П. Дорошенка, архімандрита Києво-Печерської Лаври Мелетія Вуяхевича (1695), архімандрита Михайла Лежайського (з видом Новгородсіверського собору), митрополита Варлаама Ясинського (1707); оформив видання І. Максимовича: «Алфавит собранный, рифмами сложенный…» (1705) і «Царскій путь креста Господня, возводящій в живот вЂчный» (1709; 23 гравюри з усіх 37) та ін.